# 白沙河 (富川江)
白沙河，是中华人民共和国广西壮族自治区和湖南省境内的一条河，属富川江支流，珠江水系。

## 概况
白沙河发源于姑婆山系，从湖南省江华瑶族自治县的仙姑岩流入，到莲山镇庙湾村潜入岩洞，伏流长度2千米，到白沙镇的井山村流出地面，到流入钟山县，注入富川江，属珠江水系。

## 历史
历史上，白沙河是又宽又深、流量大的河流，但是自从明朝开采锡矿以来，大量泥沙随着河流下泻，日积月累，河床淤塞，膏腴之地变成了沙滩和荒丘。